# Here Comes Everybody (álbum)
Here Comes Everybody es el segundo álbum de estudio de la banda australiana de rock independiente Spacey Jane, lanzado el 24 de junio de 2022 a través de AWAL. Escrita durante el inicio de la pandemia de COVID-19, sus letras pensativas reflejan las ansiedades de ese momento y de la juventud del líder Caleb Harper. Producido principalmente por Konstantin Kersting, Here Comes Everybody marca una desviación sonora de su debut, Sunlight (2020).

## Producción
Antes de que Sunlight se lanzara en junio de 2020, el líder Caleb Harper comenzó a escribir material para el próximo álbum de la banda en el tiempo libre debido a las cancelaciones de la gira por COVID-19. Más tarde reveló que "la falta de giras podría influir en el nuevo material [de la banda]", y que sus futuras presentaciones en vivo serían "menos un espectáculo de rock", sino "las canciones tal como son".
El álbum estaba escrito casi en su totalidad en enero de 2021, y también se realizaron algunas grabaciones. A finales de marzo, Harper le reveló a Honi Soit que la banda casi había terminado la grabación. El 9 de agosto de 2021, revelaron en las redes sociales que el álbum estaba completamente grabado y producido junto a Konstantin Kersting en Empire Studios, Brisbane. Sin embargo, en ese momento se sabía que la banda no lo lanzaría hasta al menos 2022.

## Título y portada
El título del álbum, Here Comes Everybody, está tomado del título provisional del álbum de Wilco de 2002, Yankee Hotel Foxtrot. Harper personalmente pidió permiso al líder de Wilco, Jeff Tweedy, para adoptar el nombre, que "se relacionaba con lo que [él] quería hablar en el disco". Wilco es una de las mayores influencias musicales de Spacey Jane.
El fotógrafo de Perth Matt Sav fotografió la portada del álbum que muestra a los cuatro miembros de la banda aislados en una duna de arena. Harper originalmente quería que la imagen mostrara "1000 personas en lo alto de una duna de arena, iluminadas por un reflector y desvaneciéndose en negro", pero esta idea era demasiado poco realista. La portada de la edición de lujo está tomada de la misma sesión.

## Lista de canciones
Todas las pistas escritas por Ashton Hardman-Le Cornu, Caleb Harper, Kieran Lama y Peppa Lane; la pista 13 de la edición deluxe es coescrita por Benee.

| Here Comes Everybody - edición estándar |                         |                     |          |  |
| N.º                                     | Título                  | Productor(es)       | Duración |  |
| 1.                                      | «Sitting Up»            | Konstantin Kersting | 3:12     |  |
| 2.                                      | «Lunchtime»             | Dave Parkin         | 3:18     |  |
| 3.                                      | «Lots of Nothing»       | Parkin              | 3:16     |  |
| 4.                                      | «Clean My Car»          | Kersting            | 3:20     |  |
| 5.                                      | «Hardlight»             | Kersting            | 3:40     |  |
| 6.                                      | «It's Been a Long Day»  | Parkin              | 4:08     |  |
| 7.                                      | «Bothers Me»            | Kersting            | 3:17     |  |
| 8.                                      | «Not What You Paid For» | Kersting            | 4:21     |  |
| 9.                                      | «Haircut»               | Kersting            | 3:44     |  |
| 10.                                     | «Head Above»            | Kersting            | 3:38     |  |
| 11.                                     | «Yet»                   | Kersting            | 3:27     |  |
| 12.                                     | «Pulling Through»       | Parkin              | 3:58     |  |

| Here Comes Everybody - edición deluxe |                                                     |                                      |          |  |
| N.º                                   | Título                                              | Productor(es)                        | Duración |  |
| 13.                                   | «Lots of Nothing» (con Benee)                       | Parkin, Kersting                     | 3:13     |  |
| 14.                                   | «Sorry Instead»                                     | Kersting                             | 3:19     |  |
| 15.                                   | «Is This What You Wanted»                           | Kersting                             | 3:12     |  |
| 16.                                   | «Hardlight» (Live at RAC Arena, Perth, August 2022) | Hardman-Le Cornu, Harper, Lama, Lane | 4:12     |  |